# Chimenea volcánica
Una chimenea volcánica es el conducto por donde sale el magma de los volcanes a la superficie

## Clases

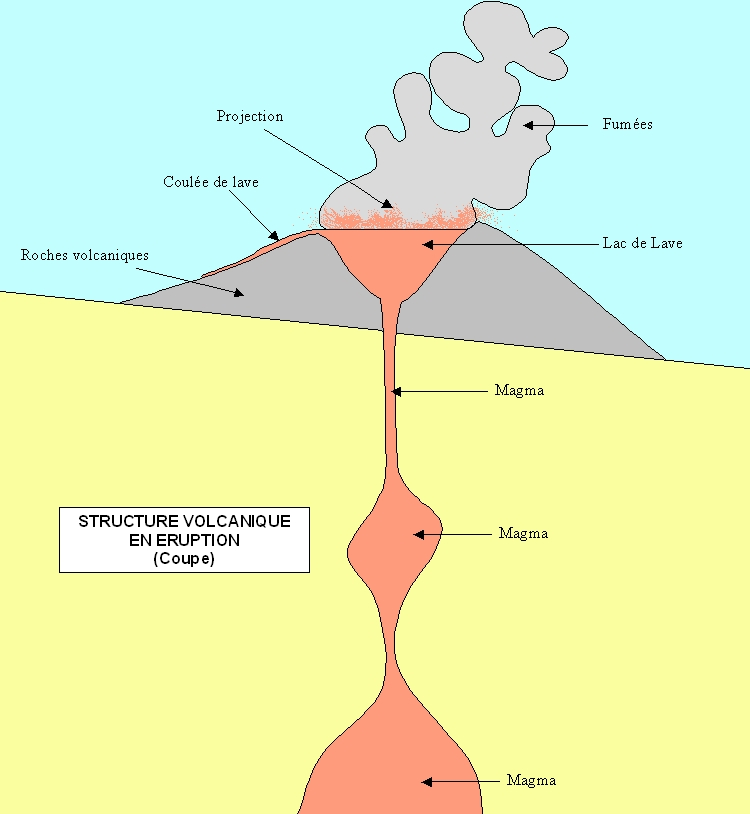
Ejemplo de la estructura de un volcán en erupción.

Existen dos clases de chimeneas volcánicas. Las usuales comunican la cámara magmática, situada dentro de la corteza terrestre con la superficie, en inglés se refieren con el término neck. Existen otras chimeneas que comunican directamente el manto con la superficie, sin cámara magmática, en inglés se refieren con el término pipe.    

### Con cámara magmática
Dependiendo del tipo de magma las erupciones crearan diferente tipo de cono volcánico. Se podrán crear edificios volcánicos de gran envergadura. 
El tipo de roca que forme el edificio condiciona la acción de la erosión y la meteorización. Los conos de cenizas son desgastados en relativo poco el tiempo. Mientras que no sucede lo mismo con otros tipos de volcanes, si el volcán expulsa lava líquida la resistencia a la erosión es similar a la de la chimenea.  
Conforme la erosión progresa, la roca que ocupa la chimenea, más resistente, puede permanecer de pie sobre el terreno circundante, mucho después de que haya desaparecido el cono que la contiene. A estas estructuras se las denomina cuello volcánico.

### Sin cámara magmática

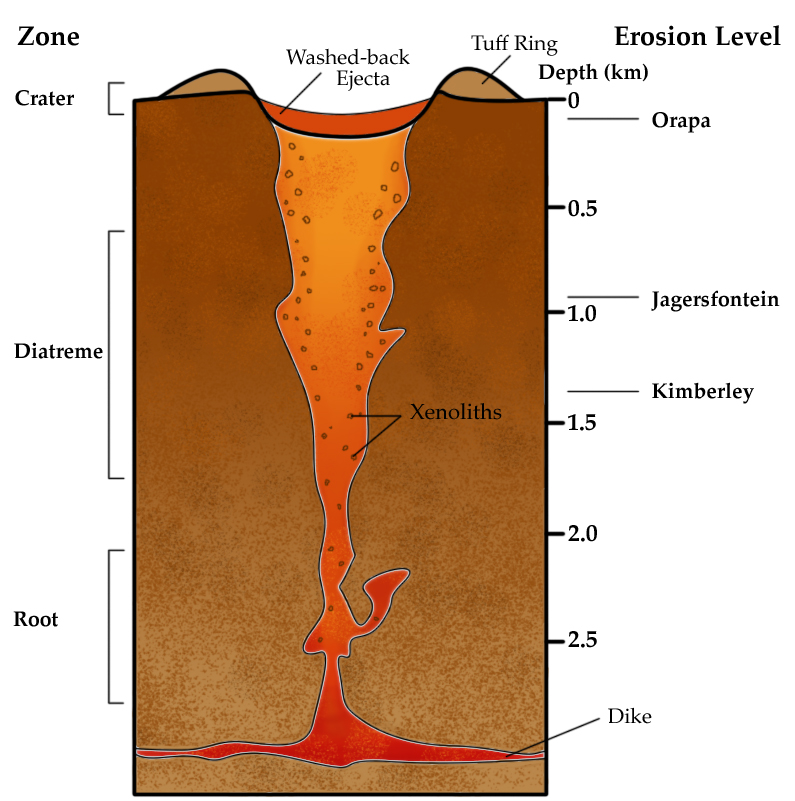
Estructura de una chimenea de kimberlita.

Este tipo de chimeneas volcánicas son estructuras geológicas subterráneas formadas por violentas erupciones volcánicas supersónicas, de origen profundo. Estos volcanes se originan al menos tres veces más profundidad que la mayoría de volcanes, y el magma resultante empujado hacia la superficie tiene una alta concentración de magnesio y compuestos volátiles, tales como agua y dióxido de carbono. Se considera que son del tipo diatrema. A medida que el cuerpo de magma se eleva hacia la superficie, y disminuye la presión, los compuestos volátiles se transforman a fase gaseosa. Esta expansión súbita impulsa el magma hacia arriba a velocidades rápidas, resultando una erupción superficial supersónica. Una analogía útil es el descorche de una botella de champán agitada.

#### Morfología
La parte más cercana a la superficie de estas chimeneas volcánicas están formadas por un cono profundo, estrecho de magma solidificado (que se d"), y generalmente se compone en un gran porcentaje de uno de los dos tipos de rocas características: kimberlita o lamproita.  La composición de estas rocas reflejan que la fuentecanes es el magma profundo, donde la tierra es rica en magnesio. Este tipo de chimenea volcánicas es relativamente escaso. Y son la fuente primaria de diamantes.

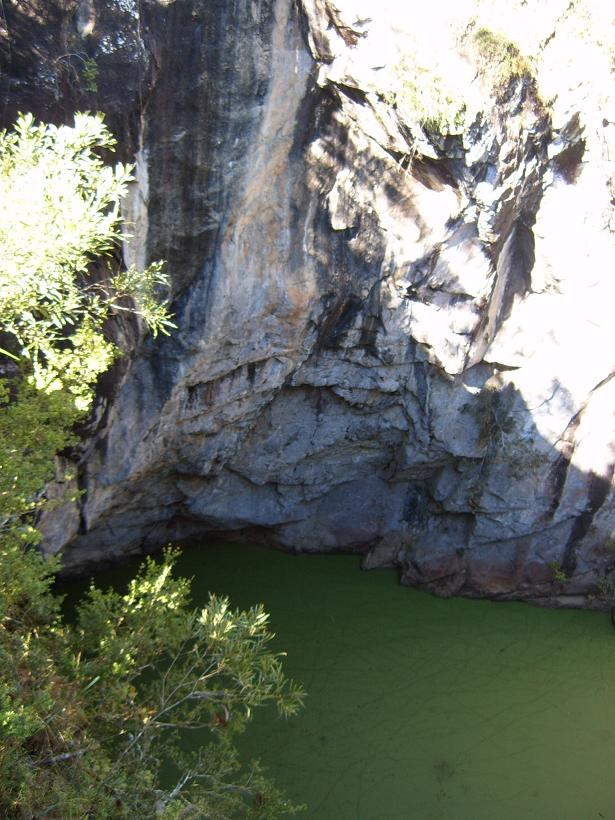
El cráter, Hypipamee National Park, Meseta Atherton, Queensland, Australia. Es el resto de una chimenea de unos 100 m de ancho

#### Chimeneas de kimberlita
La erupción expulsa una columna de materiales que recae directamente sobre la columna de magma, y no forma una gran elevación sobre el suelo, como lo hacen los volcanes característicos. En cambio, se forma una depresión en forma de cuenco sobre la columna de magma subterráneo rodeada por anillo de poca altura de material eyectado, piroclastos, conocido como anillo de toba. Con el tiempo, este anillo de toba se puede erosionar cayendo dentro de la depresión, nivelándola al llenarse con el material arrastrado de vuelta. Las chimeneas de kimberlita son la fuente de principal de la producción  comercial mundial de diamantes, y también contienen otras gemas y piedras semi-preciosas, como granates y espinelas, y peridotos.

#### Chimeneas de lamproita
Las chimeneas de lamproita son similares a las de kimberlita, excepto que el agua hirviendo y los compuestos volátiles contenidos en el magma actúan de forma corrosiva sobre la roca subyacente, lo que produce un cono más amplio de roca lanzada (la expulsión de esta roca también forma un anillo de tobas, como en las erupciones de kimberlita). Este amplio cono se llena entonces con cenizas y materiales volcánicos. Finalmente, el magma desgasificado es empujado hacia arriba, llenando el cono. El resultado es un depósito en forma de vaso de martini de material volcánico (tanto magma solidificado como eyectado) que parece casi plano desde la superficie.